# Ahe (Frans-Polynesië)
Ahe is een atol in de Grote Oceaan en behoort tot de Îles du Roi Georges, in het noorden van de Tuamotuarchipel, en onderdeel van Frans-Polynesië. 
Ahe heeft een ringvorm met een lengte van 23.5 km en breedte van 12.2 km.  Het landoppervlak is 12 km² en het wateroppervlak van de lagune is 138 km². Ahe telt ruim 491 (in 2017) inwoners waarvan ongeveer 100 op het enige dorp Tenukupara. Het atol behoort bestuurlijk tot de gemeente (commune) Manihi, dat is het atol dat op 15 km afstand ligt, het dichtst bijzijnde bewoonde eiland. Ahe ligt 456 km van Tahiti. Het eiland ontstond uit een vulkaan die 57,7 tot 60,9 miljoen jaar geleden 2760 m oprees uit de oceaanbodem. 

## Geschiedenis
.

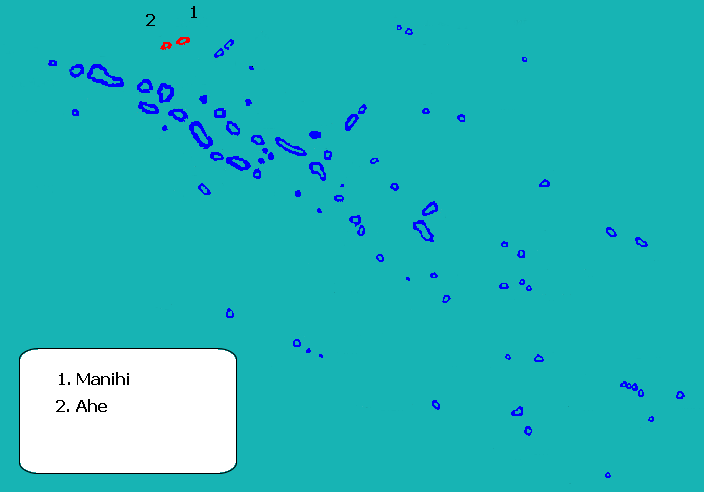
Positie van Ahe (2) binnen de Tuamotueilanden

De Hollandse zeevaarders Willem Schouten en Jacob Le Maire waren in 1616 de eerste Europeanen die het atol vermeldden.
Een van motu's van Ahé was enige jaren de woonplaats van de bekende Franse zeezeiler Bernard Moitessier, die er een vuurtoren liet bouwen. Hij verliet in 1978 het eiland om te gaan wonen op Moorea.

## Economie
Traditioneel leeft de bevolking van visserij voor eigen gebruik en het maken van kopra waarvoor kokospalmplantages worden geplant en onderhouden, zoals te zien in met Google Earth (2007). Steeds belangrijker wordt de kweek van pareloesters.
Verder is er toerisme. Het eiland heeft een start- en landingsbaan van 1200 meter. Volgens cijfers uit 2019 waren er jaarlijks 350 vluchten en werden 9000 passagiers vervoerd.

## Ecologie
Op het eiland komen 38 soorten vogels voor waaronder zeven soorten van de Rode Lijst van de IUCN	waaronder Goulds stormvogel (Pterodroma leucoptera) en de endemische tuamotujufferduif (Ptilinopus coralensis) en tuamotukarekiet (Acrocephalus atyphus).